# دبليو. ر. موسى
دبليو. ر. موسى (بالإنجليزية: William "Will" Robert Moses)‏ هو شاعر أمريكي، ولد في 1911 في مينيسوتا في الولايات المتحدة، وتوفي في 2001.